# サンタマリア (クレーター)
サンタマリア(Santa Maria)は、火星のメリディアニ平原内の南緯2.172°西経5.445°の地点に位置する衝突クレーターである。このクレーターは、オポチュニティによって初めて訪れられた。より大きなクレーターであるエンデバーの北西にある。直径は、約80-90mである。名前は、クリストファー・コロンブスが1492年の大西洋航海の際に乗っていたサンタ・マリア号に由来する。

## 探索

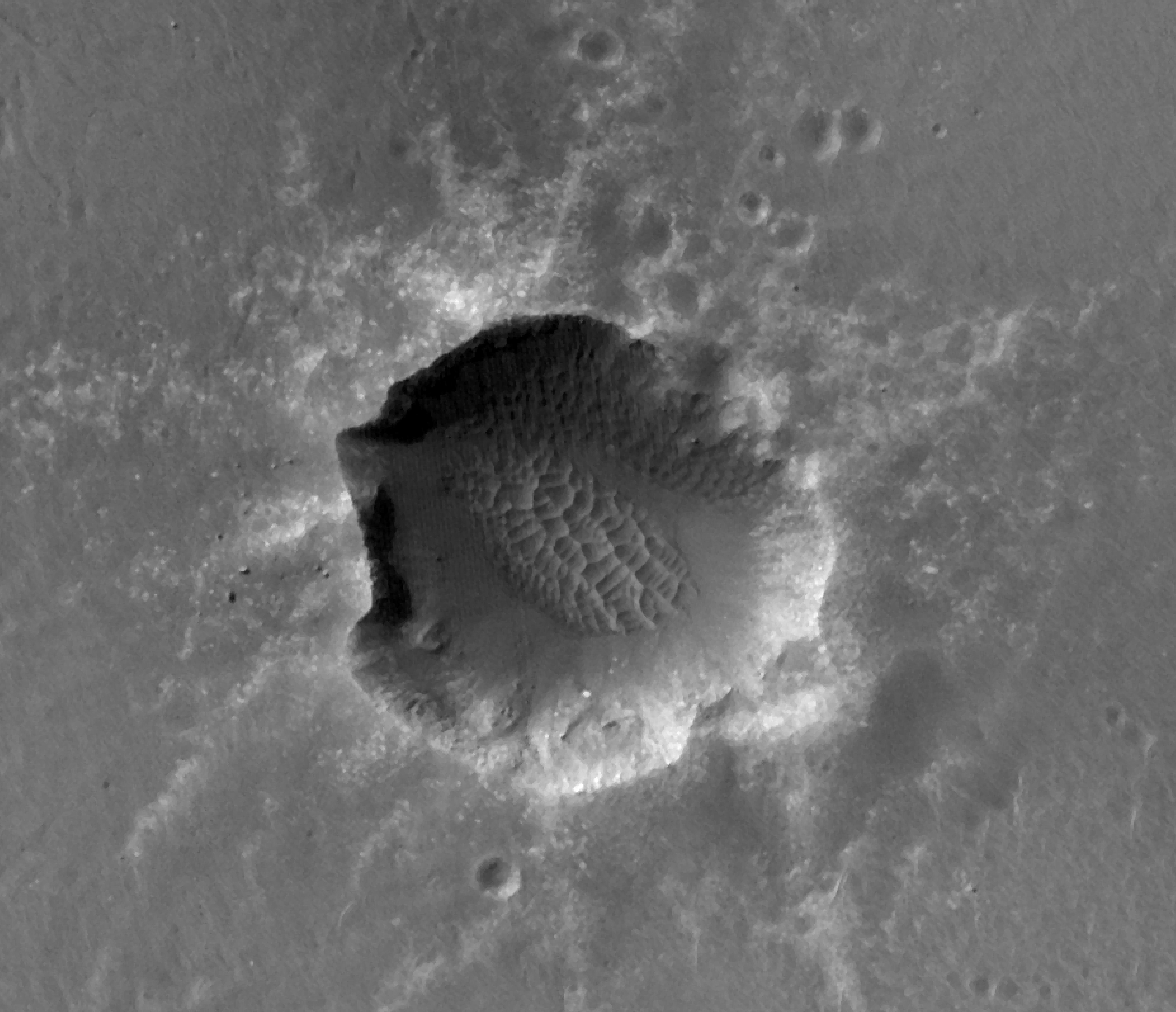
軌道から観測したサンタマリア

オポチュニティは、2010年12月15日にこのクレーターに到着した。ローバーは南東縁に到着し、何枚かの画像を撮影して、太陽の合に備えて準備をした。合の前の最後の通信が行われたのは、2011年2月3日であった。通信は約1週間後に再開し、ローバーは、"Luis de Torres"及び"Ruiz Garcia"と名付けられた岩に対して、いくつかのその場での実験を行った。ローバーは3月22日にクレーターを離れ、東のエンデバーを目指した。